# Карнак (Француска)
Карнак (фр. Carnac) је насељено место у Француској у региону Бретања, у департману Морбијан.
По подацима из 2011. године у општини је живело 4227 становника, а густина насељености је износила 129,23 становника/km².

## Историја
Током неолита када долази до одређеног развоја код људи, долази до појаве такозваних мегалитских цивилизација. Трагове тих мегалитских цивилизација данас углавном проналазимо у разноразним споменицима. Најтипичнији пример тих споменика су menhiri ова реч долази из Келтског језика а значи усправни камен. Менхири су појединачни монолити обично издуженог облика и постављени су у земљу. Обично се налазе у издвојеним положајима или ређе у редовима или круговима. Постоје разноразне недоумице везане за ове мегалитске камене кругове. Верује се да су то примитивна светилишта, сабирна места, астрономске опсерваторије, или неки храмови. Споменике те врсте можемо пронаћи углавном у Скандинавији, Француској и Британији. Најпознатији споменик те врсте свакако је Стоунхенџ у Енглеској, али ако говоримо о импресивности и величини то је свакако Carnac у Француској.
Главни мегалити у Carnacu организовани су у три скупине познате под именима "Menec", "Karmario“ i "Kerlescan. На првом од та три налазишта је 1099 менхира који се налазе у 11 редова укупне дужине од 1000 метара. На другом налазишту је 1029 менхира који се налазе у 10 редова укупне дужине веће од једног километра. На трећем налазишту налази се 594 менхира који се налазе у 13 редова и укупне дужине од 900 метара.
Треба истаћи да је просечна тежина камења од једне до две тоне. Нажалост већина онога што данас видимо су само остаци. Постоје различита тумачења начина на који је камење превожено.
Мишљења око сврхе камења су подељена, наиме неки верују да су рушевине друидског порекла и да представљају начин обожавања предака. Други верују да је реч о слетним стазама за свемирске бродове, док неки верују да је то пентаграм. Неки ипак овом мегалитском споменику придају астрономски значај. Истина о сврси овог камења ће нам највероватније остати мистерија.
Треба истаћи и то да ови мегалитски споменици датирају од пре неких 4500 година.

## Демографија
| 1962. | 1968. | 1975. | 1982. | 1990. | 2011. |
| ----- | ----- | ----- | ----- | ----- | ----- |
| 3.636 | 3.655 | 3.733 | 3.962 | 4.243 | 4.227 |